# Carles Vilarrubí i Carrió
Carles Vilarrubí i Carrió (Barcelona, 21 de febrer de 1954) és un ex-esportista, empresari, banquer i alt càrrec català. Atès el seu pas com a directiu per diverses empreses i institucions tant públiques com privades, especialment a la Generalitat de Catalunya, al Futbol Club Barcelona i a Rothschild & Co, és considerat com una de les figures més poderoses en el panorama econòmic i corporatiu de Catalunya.

## Trajectòria
Vilarrubí i Carrió inicià la seva trajectòria com a jugador d'hoquei. Havia après a patinar sobre gel durant les seves estades de joventut a Puigcerdà i en les primeries de la dècada del 1970, encara d'adolescent, exercí de porter d'hoquei sobre herba a l'Atlètic Terrassa Hockey Club. Aquell fet, sumat a la seva habilitat en el patinatge sobre gel de les estades a Puigcerdà, feren que la secció d'hoquei sobre gel del Futbol Club Barcelona, constituïda el 1972, el fitxés per tal de constituir el seu primer equip. Hi romangué quatre anys, fins que hagué d'abandonar-lo per causa de diverses lesions.
Un cop abandonat l'esport de competició, es vinculà estretament als món dels negocis i a la política de Convergència i Unió i a la figura del president català Jordi Pujol i Soley. Vilarrubí i Carrió havia estat militant d'Unió Democràtica de Catalunya del 1974 ençà i la fusió d'ambdós partits el situà com a figura de consens. Després de les eleccions al Parlament de Catalunya de 1980 i amb l'entrada de CiU al Govern de la Generalitat, li fou assignada la tasca de participar significativament en la creació de Catalunya Ràdio: en fou secretari general i director adjunt entre els anys 1983 i 1986 per tal d'endreçar-ne l'estructura administrativa i d'empresa pública. Posteriorment, fou designat director general de l'organisme de les loteries catalanes: l'Entitat Autònoma de Jocs i Apostes de la Generalitat de Catalunya (EAJA), càrrec que mantingué fins al 1988. Més endavant, retornà al sector audiovisual per a exercir de conseller de la Corporació Catalana de Ràdio i Televisió (CCRT). I en aquella mateixa faceta, també se li atribueix haver format part de l'equip fundador de RAC 1.
Vilarrubí i Carrió també fou president del hòlding empresarial CVC Grupo Consejeros i de la corredoria d'assegurances Willis S&C. El 2015 li fou concedida la Creu de Sant Jordi «per la seva presència significativa en la vida econòmica i social catalana a través de diferents empreses i institucions». Des de l'any 2016, després d'haver estat part de la junta del FC Barcelona, fou nomenat president de l'Acadèmia Catalana de Gastronomia i Nutrició, càrrec en què fou reelegit el 2020 per a quatre anys més.